# Autostrada A216 (Franța)
Autostrada A216 este o autostradă franceză foarte scurtă, situată în prelungirea autostrăzii A26, la Calais. Aceasta facilitează legătura dintre A26 și portul Calais (terminalul pentru feriboturi auto) pornind de la nodul rutier cu A16.
Face parte din centura orașului Calais și este inclusă în drumul european E15.

## Istoric
Declarație de utilitate publică
- 20.11.1987: Întregul tronson al autostrăzii (A16 - RN216).

Dare în exploatare
- 05.07.1991: Întregul tronson al autostrăzii (A16 - RN216).

## Zone sensibile
Autostrada A216 este deosebit de periculoasă atunci când migranții pătrund pe ea în încercarea de a se urca într-un camion pentru a ajunge în Anglia. Din acest motiv, autostrada este uneori închisă temporar. Totuși, pentru a combate această problemă, au fost instalate garduri pe marginile drumului. De asemenea, numeroase patrule ale forțelor de ordine sunt prezente în zonă. Viteza pe această autostradă a fost redusă.

## Traseu
| De la RN216 către A16 și A26; secțiune gratuită, neconcesionată, gestionată de DIR Nord (Direcția Interregională a Drumurilor Nord). | |                         |
| RN216 E15 | |                         |
| A216 E15 | |                         |
| 3 - Calais-centre | Orașe deservite: Calais-centru, Z.A. Marcel Doret, Centre Universitaire. |                         |
| Intersecție | Nod rutier între A16, A26 și A216: Paris, Rouen, Boulogne-sur-Mer, Saint-Omer, Tunelul Canalului Mânecii, Calais-centru; Lille, Dunkerque, Marck; A1 Paris, Reims, Arras, Saint-Omer. | A16 A26 A1 E15 E40 E402 |
| A216 E15 | |                         |
| A16 E15 | |                         |